# 보성운수
보성운수(普聖運輸)는 서울특별시의 시내버스 운수 업체로, 서울특별시 구로구 구로3동에 주사무소를 두고 있으며, 관악구 난향동과 온수동에도 영업소가 있다.

## 역사

### 1970년대 ~ 1980년대
- 1971년 5월 26일: 서울승합 영등포 영업소가 분리되어 보성운수 주식회사로 설립.
- 1973년 3월 20일: 오류동/신정동 영업소를 세풍운수로 분리독립시켰다.
- 1974년: 난곡 - 독립문 구간 101번을 운행하던 영일교통[1]을 흡수 합병하였다. 동시에 난곡차고지(난향동영업소)를 개설하였다.
- 1976년: 공항버스에서 도시형버스 106번을 인수 받았다.
- 1982년: 구로동 - 영등포 - 노량진 - 신세계백화점 구간을 운행하던 120번을 시흥동 - 구로동 - 영등포 - 여의도로 변경
- 1985년: 도시형 106번 (당시 시흥동 - 구 삼립식품 - 구로역 - 신도림역 - 영등포)을 신길운수에 매각

### 1990년대 ~2004년 서울특별시 버스 개편이전
- 1991년: 도시형 119번 (당시 난곡 - 구로역 - 영등포역 - 여의도 - 마포 - 서대문 - 서울역 - 미도파)과 노선이 동일한 좌석버스 119번을 신설, 운행
- 1999년: 도시형버스 106번 버스 폐선, 동시에 도시형버스 119번도 노선이 단축되어 난곡 - 여의도 구간으로 단축.
- 2000년 10월: 난곡 ↔ 후암동 구간을 운행하던 도시형버스 101번의 노선이 단축되어 노량진본동 회차로 변경.

### 2004년 서울특별시 버스 개편이후
- 2004년 7월 1일: 2004년 서울특별시 버스 개편과 함께 지선버스 5개 노선으로 운행 개시 및 서울교통네트웍 컨소시엄에 지분을 출자하였다.
- 2006년 11월 24일: 지선버스 5521번 노선 폐선, 5522번(순환노선, 난곡로 → 호암로 A / 호암로 → 난곡로 B)을 신설.
- 2007년 4월 7일: 지선버스 5523번(난향동 ↔ 서울대입구역) 신설(이후 5523번은 한때 폐선되었다가 운행 재개)
- 2009년 12월 24일: 지선버스 5615번 여의도구간 노선 일부 변경, 6512번이 영등포역 양방향 운행으로 변경
- 2010년 8월 2일: 서울교통네트웍 컨소시엄에 빠져나오면서 간선버스 670번 노선을 서울교통네트웍과 공동 배차로 운행 개시
- 2011년 2월 8일: 지선버스 6512번이 구로구청 경유로 노선 변경
- 2011년 5월 9일: 지선버스 5522번이 운행구간 변경
- 2011년 8월 25일: 간선버스 670번이 영신로 운행 변경 및 상암동 구간 일부 단축
- 2015년 6월 1일: 간선버스 670번이 디지털미디어시티역으로 연장
- 2020년 2월 1일: 간선버스 670번이 가양역으로 단축되면서 10년 만에 번호가 다시 660번으로 돌아왔다.

## 운행 노선
2020년 2월 1일 기준이다.
| 운행노선 | 운행구간     | 운행구간 | 운행구간   | 배차간격 (분) | 인가대수 | 비고 |
| -------- | ------------ | -------- | ---------- | ------------- | -------- | --- |
| N866     | 구로동       | ↔        | 여의도역   | 25            | -        | 2018년 12월 1일 ~ 12월 30일 / 00:10 ~ 03:30 (연말 한시적 운행)                                                                   |
| 660번    | 온수동       | ↔        | 가양역     | 11~19         | 13       | 구 670번 단축 및 환원. 서울항동지구 경유. 서울교통네트웍과 공동배차로 운행한다.                                                  |
| 5522A번  | 난향동       | ↔        | 난향동     | 4~10          | 13       | 시계 방향 편도 운행 |
| 5522B번  | 난향동       | ↔        | 난향동     | 6~15          | 7        | 한남운수와 공동배차로 운행한다. 반시계 방향 편도 운행                                                                            |
| 5523번   | 서울대입구역 | ↔        | 난향동     | 6~15          | 10       | 구 101-1번 변경 |
| 5615번   | 여의도       | ↔        | 난향동     | 5~11          | 19       | 구 119번 |
| 5618번   | 구로동       | ↔        | 구로동     | 6~18          | 24       | 구 120번 연장 |
| 6512번   | 구로동       | ↔        | 서울대학교 | 6~15          | 24       | 구 114번 |
| 8552번   | 난향동       | →        | 신림역     | 9~11          | 4        | 한남여객운수와 공동배차로 운행한다. 신림역에 도착한 후 신림복지관까지는 난곡터널을 경유하여 공차회송한다. 2018년 3월 26일에 신설 |

## 과거 운행노선

### 개편 전 노선
- 101번: 난곡 차고지 ↔ 노량진 (현재 폐선)

### 개편 후 노선
- ● 5521번: 난곡 차고지 ↔ 낙성대입구 (구 101-1번, 2006년 11월 24일 폐선)
- ●670번: 온수동 차고지 ↔ 디지털미디어시티역 (2020년 2월 1일 단축으로 660번으로 노선 번호 변경)

## 보유 차량

#### 자일대우버스
- 자일대우 NEW BS106
- 자일대우 NEW BS110

#### KGM커머셜
- 에디슨모터스 화이버드
- KGM 스마트 110

#### 우진산전
- 우진산전 아폴로 1100

## 사업장 현황
- 구로동 본사 (5618번, 6512번)
- 난곡차고지 영업소 (5522A번, 5522B번, 5523번, 5615번)
- 온수동차고지 영업소 (670번)

## 갤러리

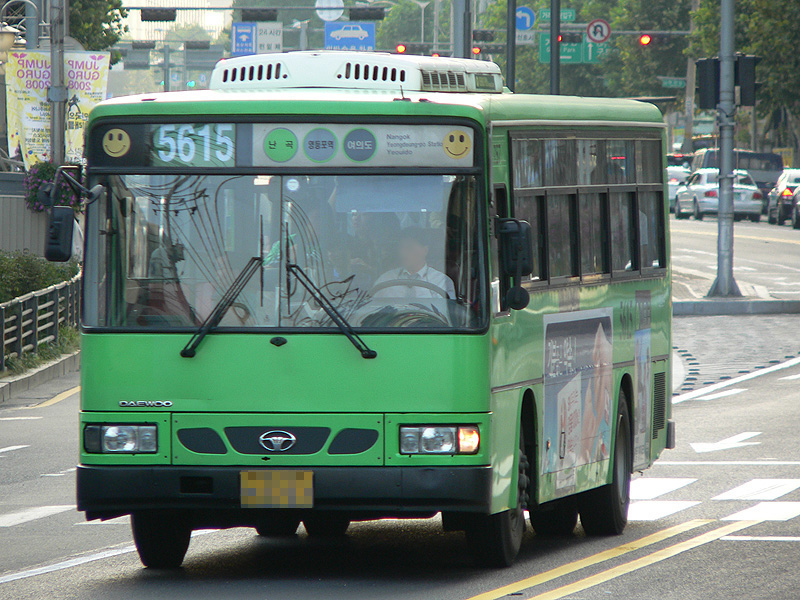
서울시내버스 5615번 (대차 전)
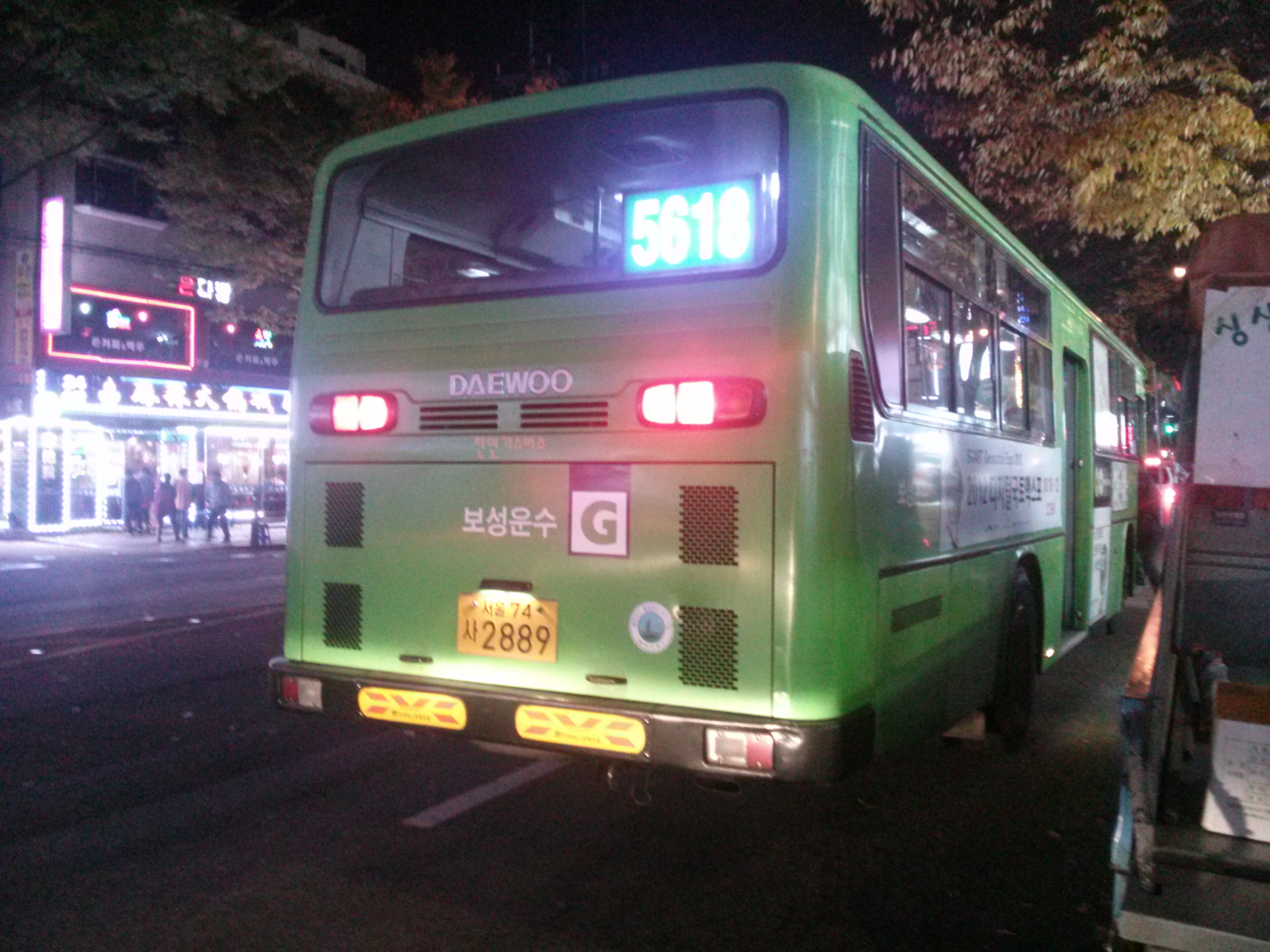
서울시내버스 5618번 (대차 전)
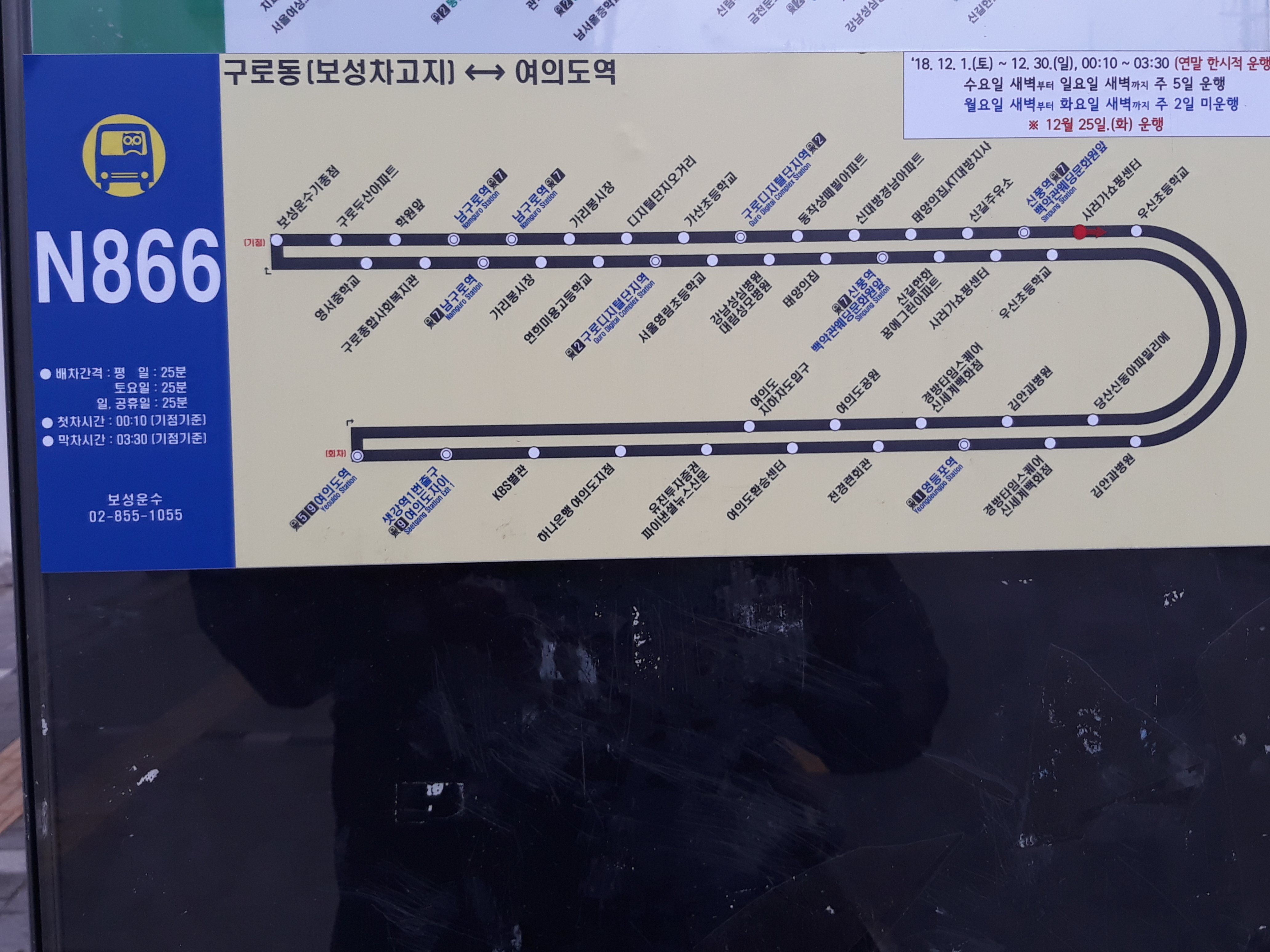
서울심야버스N866 표지판(2018년 12월 1일 ~ 12월 31일까지 운행)
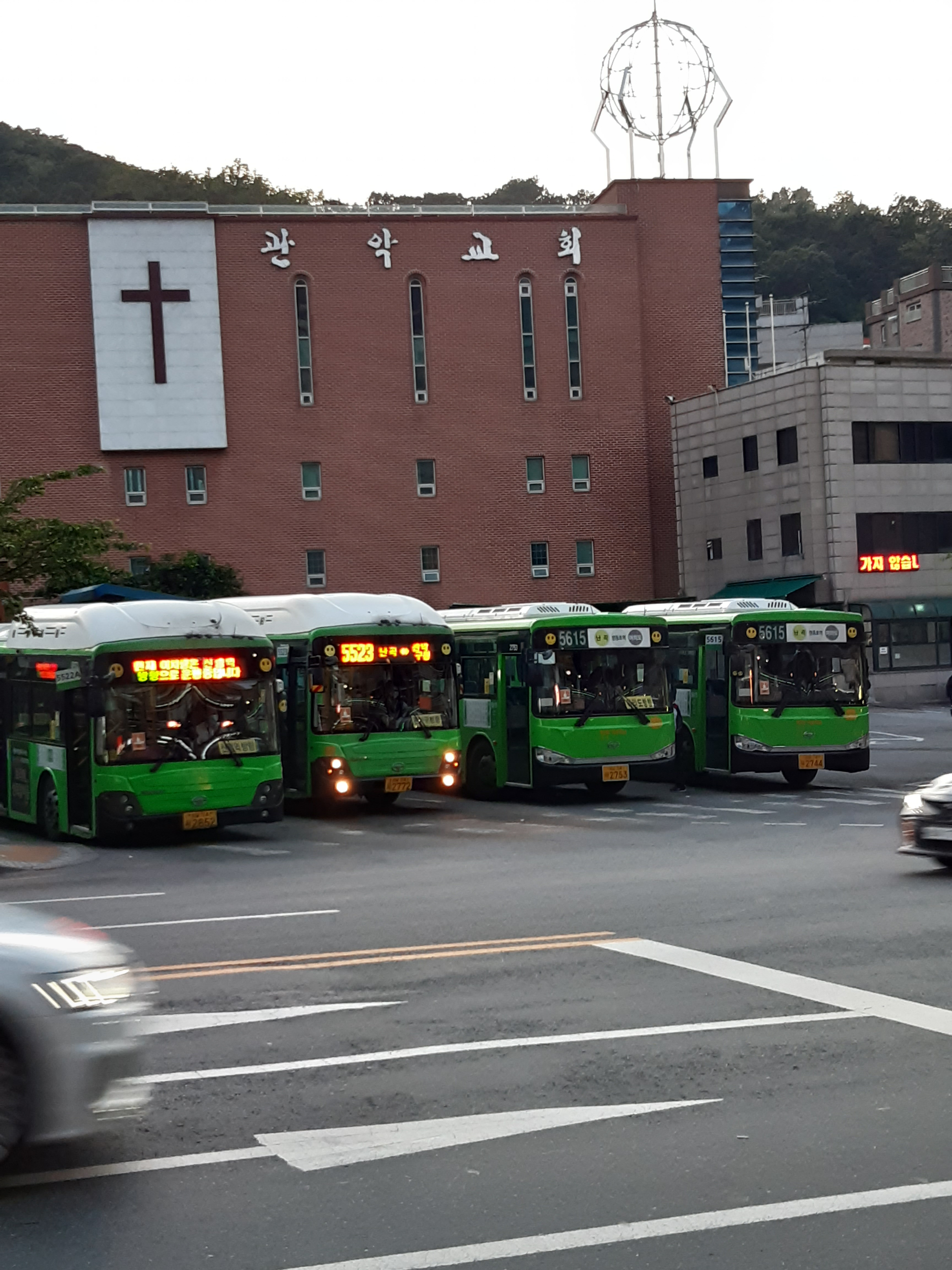
보성운수 난향동 차고지